# Sophie Ogilvie
Pour les articles homonymes, voir Ogilvie.
Sophie Ogilvie, née le 8 août 1999 à Stirling, est une céiste britannique pratiquant le slalom. 
En 2019, elle remporte la médaille d'or en C1 par équipe lors des Championnats d'Europe avec Mallory Franklin et Kimberley Woods. Le trio est médaillé d'argent en C1 par équipe aux Championnats d'Europe 2021 à Ivrée, médaillé de bronze aux Championnats du monde de slalom 2022 à Augsbourg, et médaillé d'or aux Championnats d'Europe de slalom de canoë-kayak 2023, qui font partie des Jeux européens de 2023 à Cracovie.